# Giochi del Mediterraneo sulla spiaggia
I Giochi del Mediterraneo sulla spiaggia sono una manifestazione sportiva multidisciplinare organizzata sulla falsariga dei Giochi del Mediterraneo, caratterizzata dalla presenza di sport sulla sabbia o acquatici, in cui partecipano le nazioni che si affacciano sul mar Mediterraneo (ad esclusione di Israele e Palestina), più alcune nazioni dell'area mediterranea prive di accesso diretto al mare quali San Marino, Andorra, Repubblica di Macedonia e Serbia.
I Giochi sono organizzati sotto la supervisione del Comitato Internazionale dei Giochi del Mediterraneo (CIGM, ufficialmente Comité International de Jeux Mediterraneéns - CIJM).

## Storia
Il Comitato Internazionale Giochi del Mediterraneo, riunitosi a Mersin, in Turchia, il 20 ottobre 2012, ha deciso di organizzare i Giochi del Mediterraneo sulla spiaggia ogni quattro anni a partire dal 2015. I giochi sono composti unicamente da sport effettuati sulla sabbia o in acqua.
Pescara è stata scelta come sede organizzatrice della prima edizione, svoltasi tra il 28 agosto e il 6 settembre 2015.
Il 13 ottobre 2017, durante l'assemblea generale del Comitato Internazionale dei Giochi del Mediterraneo, è stata scelta Patrasso come sede della seconda edizione, che si è svolta dal 25 al 31 agosto 2019. A partire da questa edizione hanno partecipato anche il Kosovo e il Portogallo.
L'ultima edizione si è svolta a Heraklion dal 2 al 9 settembre 2023.

## Paesi partecipanti

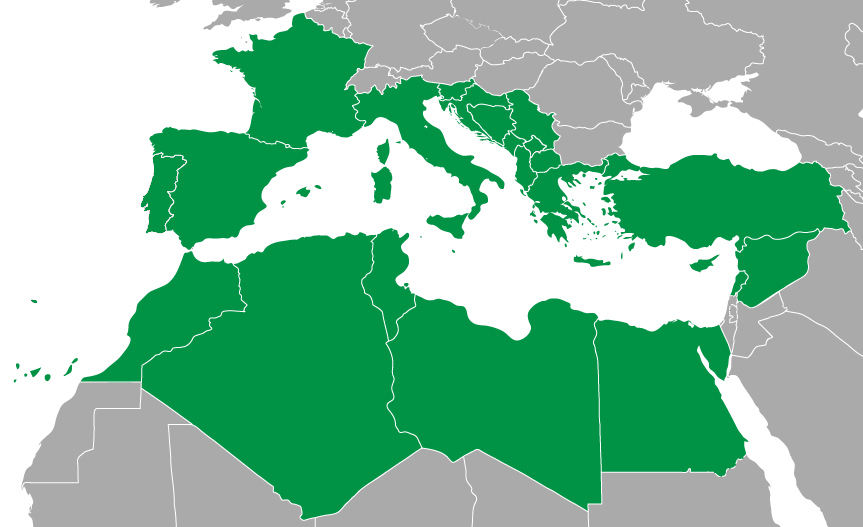
Paesi partecipanti ai Giochi del Mediterraneo sulla spiaggia

I paesi partecipanti sono 26:
- Albania
- Algeria
- Andorra
- Bosnia ed Erzegovina
- Cipro
- Croazia
- Egitto
- Francia
- Grecia
- Italia
- Kosovo
- Libano
- Libia
- Macedonia del Nord
- Malta
- Marocco
- Monaco
- Montenegro
- Portogallo
- San Marino
- Serbia
- Siria
- Slovenia
- Spagna
- Tunisia
- Turchia

Dei Paesi suddetti, solo il Portogallo non è membro del CIGM. Gli unici paesi affacciati sul mar Mediterraneo che non prendono parte ai giochi sono Israele e Palestina, come nei Giochi del Mediterraneo.

## Edizioni
| Edizione | Anno | Sede     | Nazioni partecipanti | Discipline | Eventi | Vincitore |
| -------- | ---- | -------- | -------------------- | ---------- | ------ | --------- |
| I        | 2015 | Pescara  | 24                   | 11         | 58     | Italia    |
| II       | 2019 | Patrasso | 26                   | 11         | 55     | Grecia    |
| III      | 2023 | Candia   | 26                   | 13         | 54     | Italia    |
| IV       | 2027 | Portimão | 26                   | TBD        | TBD    | TBD       |

## Discipline
I Giochi del Mediterraneo sulla spiaggia includono un programma di 11 discipline, effettuabili esclusivamente sulla sabbia o in acqua.
| Disciplina                     | Pescara 2015 | Patrasso 2019 | Heraklion 2023 | Totale |
| ------------------------------ | ------------ | ------------- | -------------- | ------ |
| Aquathlon                      | ●            | ●             |                | 2      |
| Beach handball                 | ●            | ●             | ●              | 3      |
| Beach soccer                   | ●            | ●             | ●              | 3      |
| Beach volley                   | ●            | ●             | ●              | 3      |
| Canoe ocean racing             | ●            | ●             | ●              | 3      |
| Canottaggio da spiaggia sprint | ●            | ●             | ●              | 3      |
| Karate sulla spiaggia          |              |               | ●              | 1      |
| Kitesurf                       |              |               | ●              | 1      |
| Lotta sulla spiaggia           | ●            | ●             | ●              | 3      |
| Nuoto di fondo                 | ●            | ●             | ●              | 3      |
| Nuoto pinnato                  | ●            | ●             | ●              | 3      |
| Pallacanestro 3x3              |              |               | ●              | 1      |
| Sci nautico                    | ●            | ●             |                | 2      |
| Tennis da spiaggia             | ●            | ●             | ●              | 3      |
| Triathle                       |              |               | ●              | 1      |
| Totale per edizione            | 11           | 11            | 13             |        |

## Medagliere
Aggiornato alla terza edizione
| Pos.   | Paese      | Oro | Argento | Bronzo | Totale |
| ------ | ---------- | --- | ------- | ------ | ------ |
| 1      | Italia     | 61  | 52      | 38     | 151    |
| 2      | Grecia     | 37  | 33      | 30     | 100    |
| 3      | Francia    | 33  | 23      | 27     | 83     |
| 4      | Spagna     | 18  | 11      | 14     | 43     |
| 5      | Egitto     | 5   | 8       | 7      | 20     |
| 6      | Turchia    | 3   | 4       | 6      | 13     |
| 7      | Tunisia    | 2   | 8       | 13     | 23     |
| 8      | Croazia    | 2   | 6       | 10     | 18     |
| 9      | Algeria    | 2   | 6       | 4      | 12     |
| 10     | Siria      | 2   | 1       | 2      | 5      |
| 11     | Portogallo | 1   | 9       | 3      | 13     |
| 12     | Serbia     | 1   | 1       | 0      | 2      |
| 13     | Albania    | 1   | 0       | 1      | 2      |
| 14     | Slovenia   | 0   | 2       | 4      | 6      |
| 15     | Cipro      | 0   | 2       | 2      | 4      |
| 16     | Marocco    | 0   | 1       | 2      | 3      |
| 17     | San Marino | 0   | 0       | 3      | 3      |
| 18     | Monaco     | 0   | 0       | 2      | 2      |
| 19     | Libia      | 0   | 0       | 1      | 1      |
| Totale | Totale     | 168 | 167     | 169    | 504    |